# Anis Mahmoudi
Pour les articles homonymes, voir Mahmoudi.
Anis Mahmoudi (arabe : أنيس المحمودي), né le 30 avril 1986 à Jendouba, est un handballeur tunisien jouant au poste d'arrière gauche.

## Palmarès

### Clubs
- Vainqueur du championnat d'Arabie saoudite : 2021
- Vainqueur du championnat de Tunisie : 2008, 2012, 2013, 2014, 2016, 2017, 2019, 2020
- Vainqueur de la coupe de Tunisie : 2013, 2018
- Médaille d'or à la Ligue des champions d'Afrique 2013 ( Maroc)
- Vainqueur de la Supercoupe d'Afrique 2014 ( République du Congo)
- Vainqueur de la Supercoupe d'Afrique 2016 ( Maroc)
- Vainqueur de la Supercoupe d'Afrique 2019 ( Maroc)
- Médaille d'or à la coupe d'Afrique des vainqueurs de coupe 2014 ( République du Congo)
- Médaille d'or à la coupe d'Afrique des vainqueurs de coupe 2015 ( Gabon)
- Médaille de bronze à la Ligue des champions d'Afrique 2012 ( Maroc)
- Vainqueur de la coupe arabe des clubs vainqueurs de coupe 2013 ( Maroc)

### Équipe nationale

#### Championnat du monde de handball
- 17e au championnat du monde 2009 ( Croatie)

#### Championnat d'Afrique
- Médaille d'or au championnat d'Afrique 2012 ( Maroc)

#### Autres
- Médaillé de bronze aux Jeux méditerranéens de 2009 ( Italie)
- Médaillé de bronze aux Jeux panarabes de 2011 ( Qatar)